# Système éducatif au Luxembourg
Le système éducatif au Luxembourg est piloté par le ministère de l'Éducation nationale, de l'Enfance et de la Jeunesse et est multilingue. L'instruction y est obligatoire de 4 à 16 ans. La plupart des établissements relèvent du ministère de l'Éducation nationale, mais le pays compte aussi plusieurs établissements privés.

## Histoire

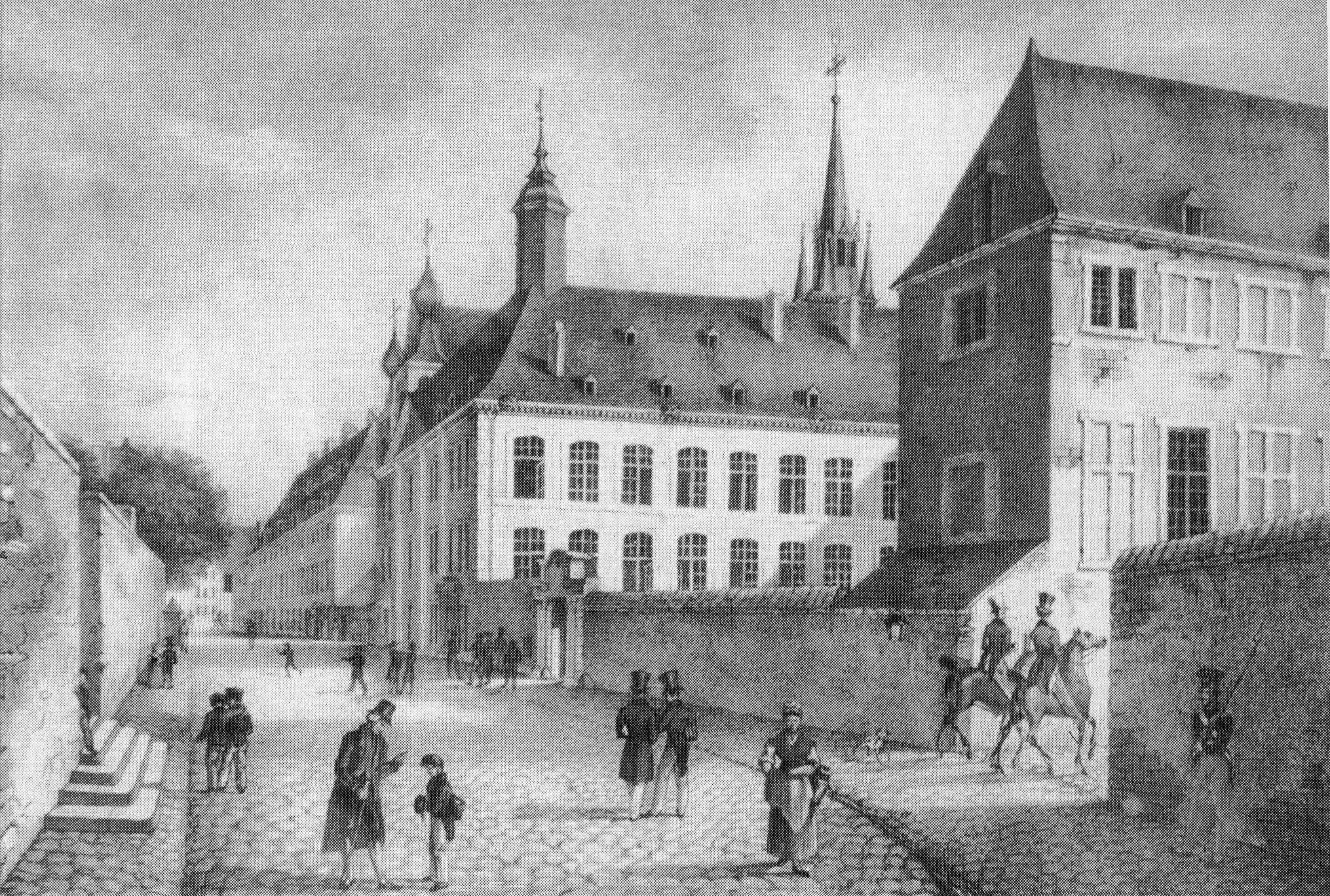
L'athénée de Luxembourg en 1828.

L'histoire de l'enseignement au Luxembourg est étroitement liée à celle de l'athénée de Luxembourg : en plus d'être l'école secondaire la plus ancienne du pays et la seule pendant un long moment, elle a également été le berceau des jeunes écoles supérieures luxembourgeoises. quelque temps. Il a été fondé en 1603 sous le nom de collège des jésuites de Luxembourg-Ville. Son surnom en luxembourgeois est Kolleisch. Lorsque l'ordre des Jésuites a été aboli par le pape en 1773, il est devenu un collège royal, assuré par le clergé séculier au lieu des jésuites. L'occupation française de 1795 à 1814 met fin à ses activités.
Une école centrale a été créée à sa place à partir de 1802, rebaptisée École secondaire en 1805. Elle est devenue collège communal en 1808, puis gymnase après la défaite de Napoléon Ier. Il fut rebaptisé Athénée Royal en 1817. La même année, les cours supérieurs (appelés cours académiques à partir de 1824) étaient créés : ils enseignaient la métaphysique, la logique, les sciences physiques et les mathématiques, et visaient à compenser dans une certaine mesure l'absence d'université au Luxembourg. Vers les années 1830, époque de la révolution belge, on commença à distinguer dans les années de lycée de l'Athénée le gymnase, destiné à ceux qui avaient l'intention de fréquenter l'université, et l'école moyenne, plus tard, l'école industrielle et commerciale, pour tout le monde.

### La révolution belge
En 1830, la plus grande partie du Luxembourg (à l'exception de la capitale) prend parti pour la Révolution belge contre le roi des Pays-Bas, Guillaume Ier. Le roi et le grand-duc cherchent donc à empêcher les jeunes luxembourgeois de fréquenter les universités belges, foyers de la révolution anti-néerlandaise. Les diplômes universitaires belges ne sont plus reconnus au Luxembourg à partir de 1832 et un décret de 1835 oblige les étudiants luxembourgeois à étudier exclusivement dans les États de la Confédération germanique. Cette politique de germanisation se poursuivit avec la réforme Friedemann de 1837, qui visait à faire de l'athénée de Luxembourg une école préparatoire pour les universités allemandes, et supprima les cursus universitaires qui existaient depuis 1817, privant le Luxembourg de son embryon d'enseignement supérieur.
Lorsque le pays devint indépendant en 1839, tout en restant en union personnelle avec le roi des Pays-Bas, il avait besoin de ses propres institutions administratives et politiques : l'un des problèmes majeurs était l'éducation des futures élites, qui remplaceraient les fonctionnaires étrangers et joueraient un rôle clé dans société. Les mesures de Guillaume Ier de 1835 et 1837 avaient orienté le système éducatif vers l'Allemagne, mais la nature géographique spécifique du pays nécessitait également des liens avec les pays francophones. Les professeurs de l'Athénée ont exigé une réforme de l'enseignement secondaire et le rétablissement des cours universitaires.
Guillaume II est monté sur le trône en 1840, mettant fin aux politiques de germanisation de son père. La constitution de 1841 autorise le libre choix des universités et jette les bases d'une politique de l'éducation tenant compte des spécificités du pays. La réforme à venir a été soutenue par les libéraux, mais opposée par les partisans de la réforme Friedemann. Il était généralement admis que la création d'une université à part entière au Grand-Duché n'était pas viable, mais la question de savoir comment organiser l'enseignement supérieur était source de division. Comme dans d'autres domaines, les luxembourgeois ont examiné les systèmes des pays voisins pour déterminer la meilleure voie à suivre. La faction cléricale était en faveur du système allemand alors que le modèle belge avait le soutien des libéraux. Ce dernier système confiait les examens universitaires à un jury composé de professeurs ainsi que d'hommes instruits et de renom issus de différentes couches de la société. Ce système a finalement été choisi par le Luxembourg. Il était clair que, loin d'être une simple démonstration de connaissances universitaires, les diplômes étaient perçus comme un test de capacité à exercer des fonctions publiques. Il était donc normal qu'ils soient placés sous le contrôle étroit de l'État. Pour le gouvernement, les examens universitaires relèvent de la souveraineté nationale et ne peuvent être confiés à des universités étrangères. Il était hors de question de reconnaître automatiquement les diplômes étrangers.
Les autorités ont décidé, au minimum, de rétablir les cours supérieurs de l'athénée, qui n'étaient en réalité qu'une pâle imitation de l'enseignement supérieur. L'État luxembourgeois s'est ainsi donné la prérogative de conférer des diplômes universitaires.

### La loi organique de 1848
Le système des diplômes universitaires et des cours supérieurs était organisé par la loi organique du 23 juillet 1848 : l'Athénée dispensait des cours supérieurs préparant au grade de candidat (obtenu après un an seulement) en sciences physiques et mathématiques, et en philosophie et lettres de l'autre. Les diplômes devaient être attribués par des jurys d'examen au Luxembourg, les qualifications obtenues ailleurs n'étaient pas reconnues au Grand-Duché. La loi oblige toutefois les étudiants à suivre des cours dans des universités étrangères, dont le contenu sera testé par des jurys luxembourgeois. La loi de 1848 a été continuellement adaptée au cours des cinquante années qui suivent.
Ces changements, accompagnés de débats passionnés, ont porté sur la matière à examiner, la création de nouveaux diplômes pour certaines professions et une adaptation aux réalités de l'enseignement universitaire : dans certains cas, l'État prescrivait la fréquentation de cours qui n'étaient plus offert n'importe où. À partir de 1882, la nécessité de réformer l'enseignement secondaire a déclenché un débat sur la nature et même l'objet des cours supérieurs. Le Conseil d'Etat était contre leur suppression, car cela entraînerait une réforme de la loi sur les bourses académiques. Le débat devait reprendre au début du XXe siècle mais le sentiment national prévalait : abandonner les cours supérieures et mettre un terme aux diplômes, signifierait abandonner une partie de l'indépendance de la nation luxembourgeoise.

### Cours supérieurs et jurés d'examen
Ceux qui ont obtenu leur diplôme de la dernière année de gymnase à l'Athénée ont surtout suivi les cours supérieurs. L'atmosphère familière et les économies réalisées étaient les raisons qui expliquaient cette situation, de même que le fait que ces professeurs fassent partie des jurys d'examen. Jusqu'en 1884, la section des lettres était prédominante, fréquentée par des étudiants en droit, en philologie ou en théologie. Vers la fin du siècle, l'intérêt pour la section scientifique a augmenté, les jeunes adultes se consacrant aux sciences exactes, à la pharmacie et aux études industrielles.

#### Critique
La controverse sur les cours supérieurs était en partie due à leur nature déroutante. Accessible après un examen d'entrée, ils ont eu lieu dans le bâtiment de l'Athénée, une école secondaire, et ont conduit à la remise de certains diplômes. Mais il n'était pas clair s'il s'agissait d'un prolongement de l'enseignement secondaire ou du début de l'enseignement supérieur. Même les législateurs et les experts juridiques de l'époque n'avaient pas de réponse définitive. Le directeur de l'Athénée les décrit en 1882 comme une « institution hybride » entre l'enseignement secondaire et supérieur. Vingt ans plus tard, le jury de la pharmacie les qualifia de « moquerie, une caricature des cours universitaires ». L'organisation pratique des cours était en partie à blâmer. Après 1848, l'Athénée comprenait trois établissements : les cours supérieurs, le gymnase et l'école industrielle. Mais ce n'était qu'une division nominale : la section scientifique des cours supérieurs, par exemple, consistait souvent en des cours combinés aux deux années les plus élevées de l'école industrielle. Il y avait à peine un consensus sur s'il y avait un ou deux cours supérieurs. La Chambre des députés en débattit en 1892 et décida finalement qu'il existait un ensemble de cours supérieurs : la section des lettres du cours supérieur était enseignée par des professeurs du gymnase, la section des sciences par ceux de l'école industrielle. Alors que beaucoup ont refusé de l'admettre, ces cours ne répondaient guère aux exigences des études universitaires.
La formation des professeurs n'était pas nécessairement d'un niveau supérieur. Le degré de candidat suffisait pour enseigner jusqu'en 1857, date à laquelle un doctorat devint une obligation pour de nombreux postes d'enseignant et exigé par la loi à partir de 1874. La rémunération des professeurs n'augmenta pas. Aucune compensation spéciale n'a été offerte à ceux qui enseignent des cours supérieurs.
Le taux d'échec aux examens des jurys luxembourgeois était relativement faible au début, mais a augmenté régulièrement pour atteindre 50 % en 1901-1902. Les résultats ne se sont pas améliorés au cours des années suivantes. Certains contemporains ont estimé que cela résultait de défauts inhérents au système luxembourgeois : les examens ne tenaient pas compte de la matière enseignée dans les universités et les examinateurs eux-mêmes n'étaient pas au courant des dernières recherches. La composition des jurys d'examen posait problème : sans université, le pays ne disposait pas d'assez d'enseignants qualifiés de niveau universitaire. Leurs qualifications ont été remises en question : une lettre adressée au Luxemburger Wort a déclaré que la plupart des examinateurs ne seraient pas en mesure de réussir leurs propres examens. Le problème était plus grave pour les matières non enseignées dans les cours supérieurs, telles que le droit, la médecine, la profession de notaire, la pharmacie et les études vétérinaires. Pour résoudre ce problème, des professionnels ont été nommés à des jurys : hauts fonctionnaires, médecins et notables.

### Réforme au tournant duXXesiècle
La période avant et après le tournant du XXe siècle a été marquée par une réforme de l'éducation. À la fin du XIXe siècle, la classe politique a pris conscience que le système éducatif traditionnel n'était pas bien adapté aux besoins d'une société industrielle. Les développements économiques ont créé de nouvelles classes sociales et professionnelles. Une classe moyenne d'employés et de fonctionnaires est née de la croissance des services et de l'administration de l'État. L'artisanat et le commerce ont été transformés par le progrès industriel et commercial.
Le gouvernement de Blochausen (1874-1885) promulgua une réforme décisive de l'enseignement primaire en instaurant la scolarisation obligatoire en dépit de l'opposition des députés conservateurs. L'absentéisme scolaire était particulièrement répandu dans les zones rurales, où les enfants aidaient dans les champs. La loi Kirpach du 10 avril 1881 (du nom de Henri Kirpach, directeur général de l'Intérieur) a rendu obligatoire la fréquentation scolaire entre 6 et 12 ans. Cette réforme a suscité de vifs débats sur le rôle de l'État dans la société et les relations entre l'Église et l'État. La loi prévoyait également un système unique d'écoles publiques et imposait à l'État d'organiser l'éducation. Dans le même temps, cependant, l'église est restée impliquée dans la mesure où le curé de la paroisse était membre ex officio de la commission des écoles de la commune et que l'instituteur était sous sa supervision.
À travers une réforme en profondeur du système éducatif, le gouvernement Eyschen (1888-1915) tenta de réagir aux mutations de la société. Paul Eyschen était un défenseur de l'idée de spécialisation des écoles : l'Athénée de Luxembourg pour ceux qui envisageaient de poursuivre des études universitaires, une école industrielle pour ceux destinés à une profession technique, une école d'agriculture pour les fils d'agriculteurs, et une école d'artisanat pour les enfants d'artisans. Une attention particulière a été accordée à la formation professionnelle.
La loi de 1892 a séparé l'école industrielle et commerciale de l'Athénée et a ajouté une section commerciale. En 1908, il s'installe au Limpertsberg, qui deviendra plus tard le lycée de garçons de Luxembourg. La loi de 1896 a créé une école artisanale. Ces efforts se sont accompagnés d'une augmentation du nombre d'étudiants fréquentant l'école secondaire sous le gouvernement Eyschen : 875 en 1879-1880, contre 2500 en 1919-1920. En 1891, les sœurs de la doctrine chrétienne avaient répondu à l'invitation du gouvernement en ouvrant une école d'agriculture domestique pour les jeunes filles.
Dans la seconde moitié du XIXe siècle, Echternach et Diekirch avaient chacune obtenu un « pro-gymnase », qui fonctionnait sous la supervision du chef d'établissement de l'Athénée. Plus tard, ces institutions sont également devenues autonomes et l'Athénée a perdu son emprise sur l'enseignement secondaire et supérieur au Luxembourg.
Le gouvernement Eyschen s'est également attaqué à l'enseignement primaire par le biais de la loi concernant l'organisation de l'enseignement primaire de 1912. Cette loi supprimait les frais de scolarité et rendait l'école obligatoire pendant sept ans. Plus controversée, elle a fait reculer la position de l'Église dans les écoles : les enseignants n'avaient plus besoin d'un certificat de moralité de la part de leur prêtre pour être employés et n'étaient plus obligés d'enseigner l'éducation religieuse. La loi de 1912 a fait l'objet de discussions acerbes entre le bloc des gauches (socialistes et libéraux) et la droite cléricale.
Tandis que dans le reste de l'Europe, les universités ouvraient leurs portes aux femmes, le Luxembourg arrivait tardivement à cet égard. La création de deux lycées pour jeunes filles en 1909 et en 1911 a révélé la préoccupation du gouvernement de refuser l'accès des filles à la section latine, qui accordait l'accès unique aux universités. Ce n'est qu'après la Première Guerre mondiale, lorsqu'elles ont reçu le droit de vote, que les premières femmes se sont présentées à des examens pour des récompenses académiques.

### Influence religieuse
L'État et les libéraux de la classe moyenne qui dirigeaient le gouvernement ont fermement refusé d'autoriser l'ouverture d'écoles non publiques, comme le demandait l'Église. Dans le même temps, ils ont laissé au clergé une grande influence dans l'enseignement. Le député libéral Robert Brasseur (en) s'est plaint d'une « cléricalisation de l'éducation ». Environ 20 % des professeurs du secondaire étaient des religieux, ce qui n'incluait pas les membres laïcs des Jésuites (Jésuites en courte robe) allégués par Brasseur. 
Les étudiants des cours supérieurs étaient obligés de participer à des processions religieuses et d'assister à la messe et à la confession tous les dimanches et jeudis. Certains ont critiqué les leçons de philosophie, fermement entre les mains des prédicateurs philosophes, comme étant un « cours de théologie déguisé ». En 1903, le directeur de l'Athénée tenta d'interdire aux étudiants d'assister à une conférence sur le thème de la formation du monde, donnée par un professeur bruxellois. Pour certains, il est apparu que le maintien des cours supérieurs était un moyen de contrôler l'idéologie des étudiants, alors que ceux qui étudiaient à l'étranger risquaient d'acquérir des idées radicales et étrangères.

#### Université catholique
Jusqu'en 1881, l'Église envisageait encore de créer une université catholique à Luxembourg. En 1867, l'assemblée générale des associations catholiques en Allemagne cherchait un lieu pour une nouvelle université catholique libre, c'est-à-dire une université dirigée par l'Église. 
Les prêtres luxembourgeois ont fait campagne pour que ce soit au Luxembourg, soulignant les avantages que cela apporterait au pays, et le gouvernement a promis son aide, mais la Chambre des députés s'y est opposée. Dans tous les cas, la nouvelle université a été créée à Fribourg en Suisse. 
En 1881, des prêtres luxembourgeois tentèrent de créer une université dirigée par les jésuites, expulsés de France. Les pays voisins s'opposèrent cependant à l'installation des jésuites au Grand-Duché et le projet fut abandonné.

### Réformes de 1968
Le gouvernement Werner-Cravatte (1964-1969) a de nouveau jugé urgent de réformer le système éducatif en raison des changements économiques et sociaux. Le gouvernement a tenté de réagir en diversifiant les types de lycées existants. Les écoles moyennes ont été créées en 1965 : elles visaient à accueillir des jeunes peu aptes à une formation universitaire, afin de les préparer à des carrières de niveau intermédiaire dans l'administration ou le secteur privé, et alléger les lycées surpeuplés. 
Des troubles ont également éclaté au Luxembourg en Mai 1968 : les étudiants des cours supérieurs se sont mis en grève pour réclamer une réforme de l'enseignement supérieur et la délivrance de diplômes universitaires. Le gouvernement Werner-Cravatte a rédigé une loi qui ne serait toutefois pas mise au vote avant la mise en place du prochain gouvernement. Le gouvernement a effectivement introduit des changements dans le système d'enseignement secondaire : il a aligné l'éducation des filles — auparavant dans des lycées séparés — sur celle des garçons et introduit la co-éducation. L'enseignement secondaire (par opposition à l'enseignement secondaire technique) était unifié : deux filières pouvaient être choisies, « classique » avec le latin et « moderne », sans latin. Pour les années de lycée, quatre sections ont été introduites.
C'est sous le gouvernement Werner-Schaus II que le système de récompenses académiques datant de 1848 fut finalement aboli, répondant ainsi aux exigences des étudiants de 1968. La loi du 18 juin 1969 stipulait que les diplômes d'autres pays seraient certifiés au Luxembourg.

### Système actuel
En 1970, les cours supérieurs ont été intégrés au nouveau Centre universitaire de Luxembourg.
Le gouvernement Werner-Thorn-Flesch (1980-1984) a introduit une initiative visant à harmoniser les établissements secondaires publics et privés : la loi du 31 mai 1982 prévoyait l'octroi de subventions à des établissements privés, en contrepartie de la possibilité pour l'État de contrôler leurs programmes et les qualifications de leurs enseignants.
L'idée initiale de créer une université luxembourgeoise a été évoquée lors d'un débat à la Chambre des députés en 1993. En 2000, le gouvernement a présenté un livre blanc sur le sujet. La loi créant l'université du Luxembourg a été approuvée par la Chambre le 17 juillet 2003.
Le gouvernement Juncker-Polfer a également introduit de nouveaux changements dans l'enseignement secondaire. Les tests effectués dans le cadre du programme international pour le suivi des acquis des élèves (PISA) ont classé les étudiants luxembourgeois au 30e rang sur 32 pays. Le gouvernement a donc lancé un programme de « retour aux sources » : de 2004 à 2009, le gouvernement conservateur et socialiste a également mis en place plusieurs nouvelles écoles en dehors du système traditionnel, avec des méthodes pédagogiques innovantes: le Neie Lycée (actuel lycée Ermesinde (de)), Eis Schoul, l'École de la 2e chance (actuelle école nationale pour adultes (lb)) et le lycée germano-luxembourgeois Schengen de Perl (lb).
Toutefois, si le modèle du plurilinguisme fait l'objet d'un large consensus parmi les citoyens luxembourgeois, l'arrivée massive des immigrants allophones depuis les années 1960 pourrait remettre en question la capacité d'adaptation de ce modèle dans le contexte contemporain, alors que les étrangers qui résident dans le pays atteignent maintenant plus de 45%. Au lieu d'agir comme facteur d'intégration, le plurilinguisme, qui a toujours été un atout pour les Luxembourgeois, semble maintenant favoriser l'exclusion chez les nouveaux venus dans les domaines, entre autres, de l'éducation et de la politique. En effet, le système d'éducation peine à transmettre les trois langues du pays à des locuteurs dont la langue maternelle n'est pas le luxembourgeois.

## Organisation générale

### Enseignement fondamental
Entrée en vigueur en septembre 2009, la loi du 6 février 2009 regroupe sous la dénomination « enseignement fondamental » les neuf premières années de scolarité, qui sont réparties en quatre cycles d'apprentissage :
- Le premier cycle comprend une année d'éducation précoce (facultative) et deux années d'éducation préscolaire (obligatoires). L'éducation précoce est destinée aux enfants ayant atteint l'âge de 3 ans. Elle s'inscrit dans le contexte d'une meilleure socialisation des enfants et de l'apprentissage du luxembourgeois en tant que langue de communication de tous les enfants, indépendamment de leur nationalité. L'éducation préscolaire est obligatoire pour les enfants de 4 ans révolus avant le 1er septembre de l'année en cours.
- Les deuxième, troisième et quatrième cycles constituent l'enseignement primaire, chaque cycle ayant une durée normale de deux ans.

L'enseignement primaire concerne tout enfant ayant 6 ans révolus avant le 1er septembre de l'année en cours.

### Enseignement secondaire classique et secondaire général

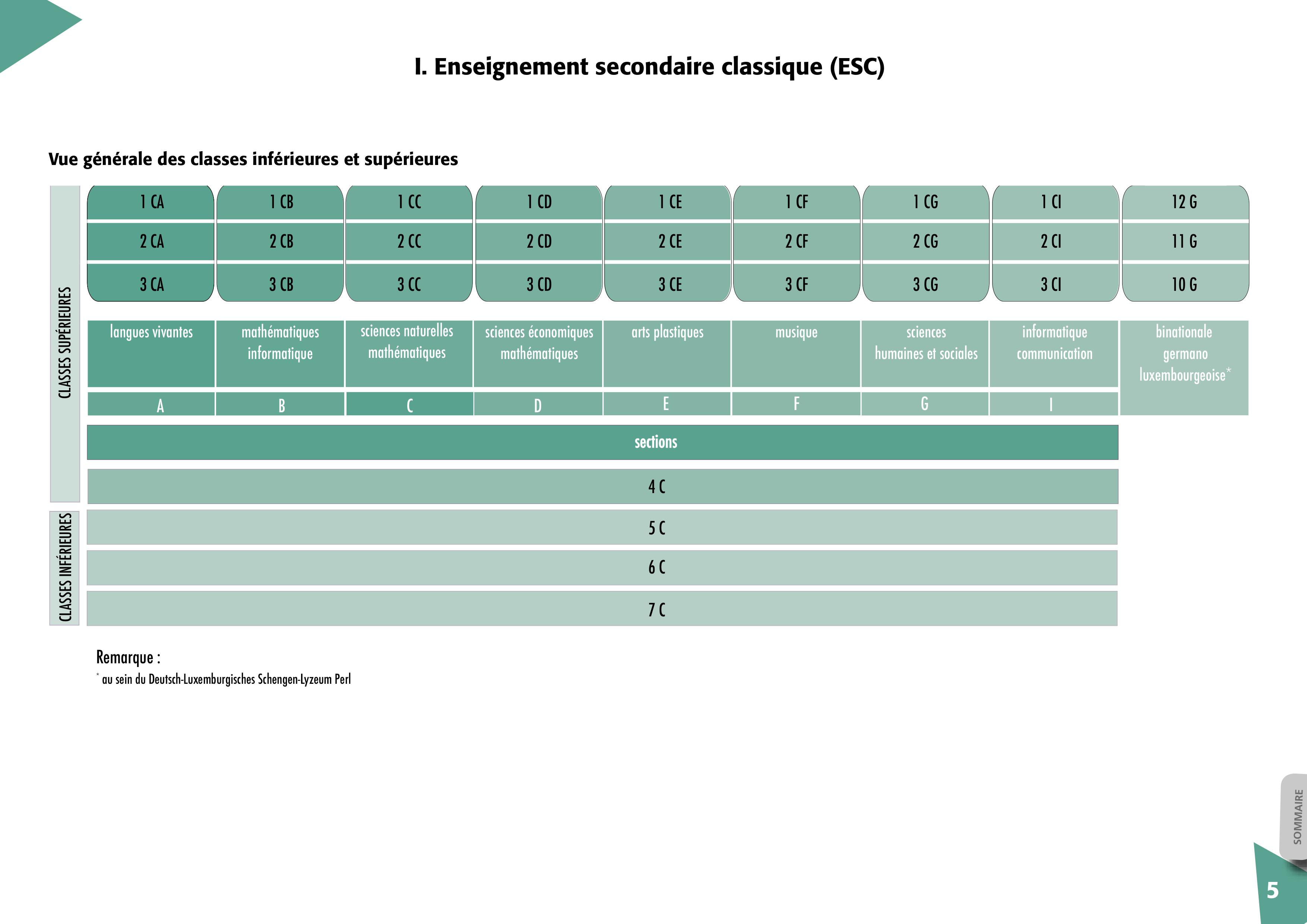
Enseignement secondaire classique (ESC)

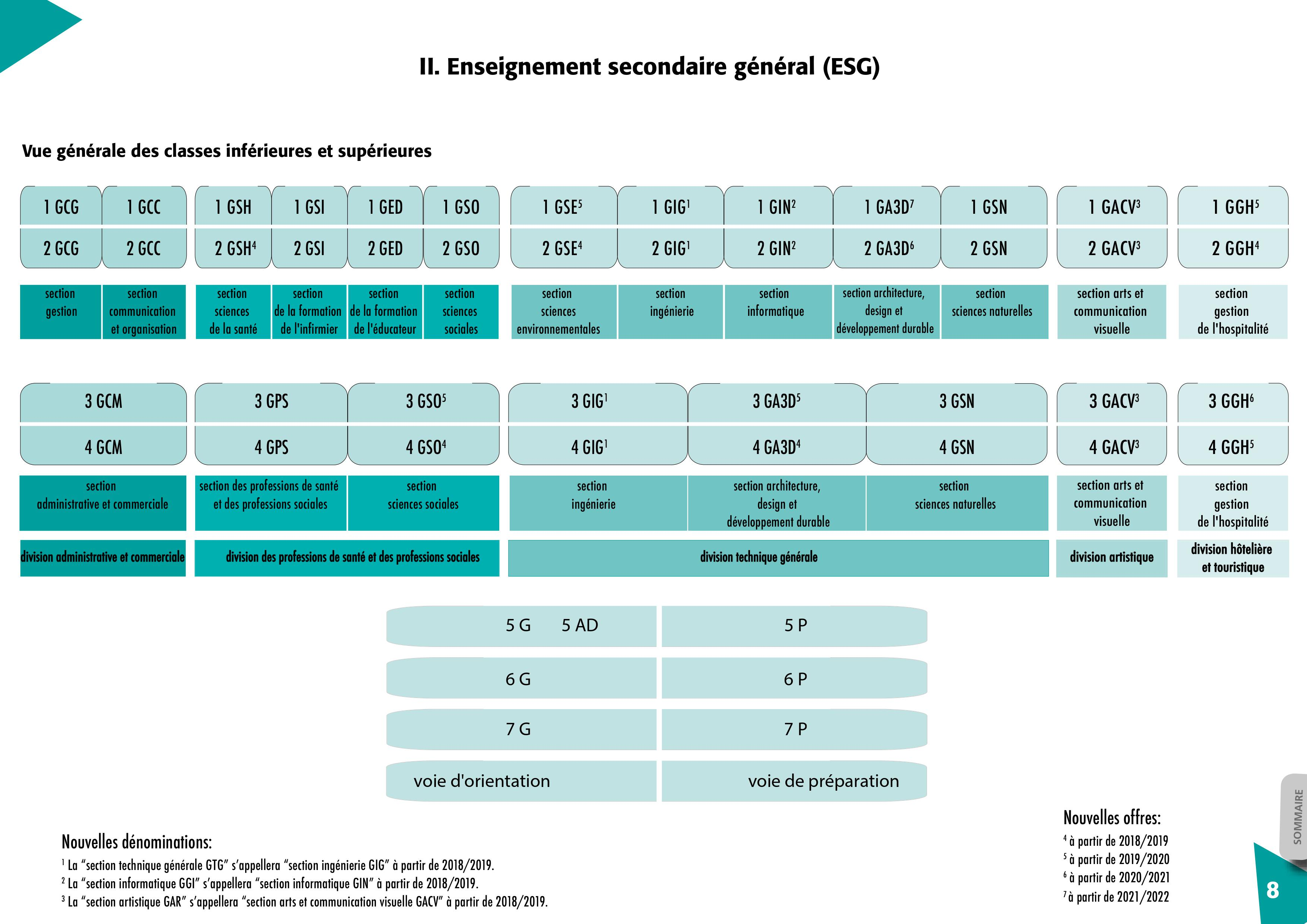
Enseignement secondaire général (ESG)

À l'issue de l'enseignement fondamental, les élèves sont orientés soit vers l'enseignement secondaire classique (ESC), soit vers l'enseignement secondaire général (ESG). L'enseignement secondaire classique (7 ans) prépare avant tout aux études supérieures et universitaires. Le diplôme obtenu à la fin des études est le diplôme de fin d'études secondaires classiques. L'enseignement secondaire général (de 6 à 8 ans) comprend différents régimes qui dépendent de l'orientation de l'élève, à savoir le régime « général » (ancien « technique »), le régime « technicien » et le régime « professionnel ».
Le régime « général » (équivalent « Général » en Belgique et à une série générale en France) propose un enseignement théorique intensifié proche de celui du « classique » et prépare plutôt les élèves aux études supérieures et universitaires. Le diplôme obtenu à la fin des études est le diplôme de fin d'études secondaires générales.
Le régime « technicien » (équivalent au « Technique de qualification » en Belgique et à une Série technologique en France) propose une formation à la fois technique, mais aussi théorique et prépare l'élève à la vie active. Le diplôme de technicien (DT), peut aussi donner accès aux études supérieures, notamment les études supérieures techniques. Cependant, il est fondamental d'avoir réussi les modules préparatoires pour avoir accès à l'enseignement supérieur.
Le régime « professionnel » qui comprend le CCP et le DAP est une formation professionnelle qui prépare à la vie active.

#### Sections et filières de l'enseignement secondaire classique
À l'entrée en cycle de spécialisation (après la 4e), les élèves de l'enseignement secondaire — classique et moderne —, optent pour une des 8 sections suivantes :
- Section A : langues vivantes ;
- Section B : mathématiques-informatique ;
- Section C : sciences naturelles-mathématiques ;
- Section D : sciences économiques-mathématiques ;
- Section E : arts plastiques ;
- Section F : musique ;
- Section G : sciences humaines et sociales ;
- Section I : informatique.

#### Sections et filières de l'enseignement secondaire général
À l'entrée en cycle de spécialisation (après la 5e — un an plus tôt que le classique —), les élèves de l'enseignement secondaire général devront choisir parmi une centaine de formations (qui dépendent de leurs notes et compétences), les unes conduisant aux études supérieures, les autres à une qualification professionnelle de plus ou moins haut niveau. Les différentes divisions du secondaire général conduisant aux études supérieures sont les filières générales :
- Division administrative et commerciale
  - Section administrative et commerciale (4e - 3e CM)
- Division des professions de santé et des professions sociales
  - Section des professions de santé et des professions sociales (4e - 3e PS)
  - Section sciences sociales (4e - 3e SO)
- Division technique générale
  - Section ingénierie (4e - 3e IG)
  - Section architecture, design et développement durable (4e - 3e A3D)
  - Section sciences naturelles (4e - 3e SN)
- Division artistique
  - Section arts et communication visuelle (4e - 3e ACV)
- Division hôtelière et touristique
  - Section gestion de l'hospitalité (4e - 3e GH)

| Division administrative et commerciale                        | Moyenne des notes annuelles ≥ 38/60 en français, allemand et anglais en cours avancé/intensif. (Depuis la nouvelle réforme en 2018, ≥ 38/60 en français et ≥ 38/60 en allemand ou anglais en cours avancé/intensif) |
| Division technique générale                                   | Moyenne de la note annuelle ≥ 38/60 en mathématiques en cours avancé/intensif. |
| Division des professions de santé et des professions sociales | Moyenne de la note annuelle ≥ 38/60 en sciences naturelles. |
| Division artistique                                           | Faire preuve de compétences artistiques illustrées par un dossier artistique personnel et moyenne de la note annuelle ≥ 38/60 en arts plastiques.                                                                   |

Dès début de la classe de 2e dans le général, l'élève doit à nouveau opter pour une nouvelle section :
- Section administrative et commerciale (1)
  - Section gestion (2e - 1re CG)
  - Section communication et organisation (2e - 1re CC)
- Section des professions de santé et des professions sociales (2)
  - Section sciences de la santé (2e - 1re SH)
  - Section de la formation de l'infirmier (2e - 1re SI)
- Section sciences sociales (3)
  - Section de la formation de l'éducateur (2e - 1re ED)
  - Section sciences sociales (2e - 1re SO)
- Division technique générale (4)
  - Section sciences environnementales (2e - 1re SE)
  - Section ingénierie (2e - 1re IG)
  - Section informatique (2e - 1re IN)
  - Section architecture, design et développement durable (2e - 1re A3D)
  - Sciences naturelles (2e - 1re SN)
- Division artistique (5)
  - Section arts et communication visuelle (2e - 1re ACV)
- Division hôtelière et touristique
  - Section gestion de l'hospitalité (2e - 1re GH)

Tout comme l'enseignement secondaire classique, les sections de l'enseignement secondaire général préparent aux études universitaires.
Voici quelques exemples des qualifications diverses qui s'ouvrent aux élèves, selon leurs filières, après avoir réussi le « Premières-Examen » (Baccalauréat général) :
1. Section qui s'oriente vers des études d'économie et/ou de droit : Expert-comptable, avocat, professeur de lettres, notaire, conseiller fiscal, économiste, ingénieur commercial, professeur de sciences économiques et sociales, réviseur d'entreprises, instituteur, ingénieur en gestion, ...
2. Section qui s'oriente vers des études de médecine et-ou sociales : Assistant social, biologiste, chimiste, diététicien, infirmier gradué, ingénieur agronome/forestier, kinésithérapeute, laborantin, médecin, pharmacien, professeur de biologie, de chimie ou d'éducation physique, psychologue, vétérinaire, ...
3. Section qui s'oriente vers des études sociales : Assistant social, instituteur, économiste, éducateur gradué, instituteur, pédagogue, philosophe, politologue, psychologue, sociologue, ...
4. Section qui s'oriente vers des études d'ingénierie : Architecte, chimiste, physicien, ingénieur, instituteur, professeur, officier de carrière, chercheur, instituteur, mathématicien, informaticien hautement qualifié, ...
5. Section qui s'oriente vers des études d'art contemporain et/ou architecture : Architecte d'intérieur, artiste libre, conservateur de musée, graphiste, instituteur, paysagiste, professeur d'éducation artistique, ...

Cependant, l'élève du « classique » ou « général » peut aussi choisir de poursuivre des études techniques supérieures de type BAC +2 (BTS, DUT) ou d'entrer dans la vie active.
Les élèves à la fin de la 5e qui sont orientés vers une formation professionnelle, ont la possibilité d'opter pour la « formation de Technicien » (équivalent à une filière technologique en France) ou un DAP, respectivement CCP.

### Enseignement supérieur et universitaire
Un enseignement supérieur est proposé par plusieurs lycées techniques, qui offrent des formations dans cinq grands domaines : arts appliquées, commerce, industrie, professions de santé et services. Ces formations, comprenant différentes spécialités, permettent d'obtenir un BTS (brevet de technicien supérieur) au bout de deux ou trois années d'études.
Un enseignement universitaire est proposé depuis la rentrée 2003/2004 par l'université du Luxembourg. Les enseignements et la recherche sont organisés en facultés et en centres inter-disciplinaires qui regroupent des enseignements et des recherches sur des thématiques transversales et interdisciplinaires.
Trois niveaux d'études, conduisant chacun à un grade différent, constituent un cycle universitaire complet. Le premier niveau est sanctionné par le grade du bachelor (BAC +3), le deuxième par le master (BAC +5), le troisième par le doctorat (BAC+9).
Une des vocations de l'université est d'assurer la liaison nécessaire entre les activités d'enseignement et de recherche. Pour cette raison, elle développe une recherche à caractère fondamental, appliqué et technologique. Les activités de recherche sont mises en œuvre par le biais de projets, réalisés grâce aux accords passés avec des institutions, des organismes, des sociétés et des établissements de recherche nationaux ou internationaux.

### L'enseignement privé et international

#### Offre privée
Cinq établissements privés, subventionnés par l'État qui appliquent les programmes officiels :
- École Privée Marie-Consolatrice[N 1], Esch-sur-Alzette ;
- École Privée Sainte-Anne[N 1], Ettelbruck ;
- École Privée Fieldgen[N 2], Luxembourg-Ville ;
- Lycée Technique Privé Emile Metz[N 1], Luxembourg-Ville ;
- École Privée Notre-Dame Sainte-Sophie[N 3], Luxembourg-Ville.

#### Offre internationale
Plusieurs établissements (publics et privés), également subventionnés par l'État mais dans une moindre mesure, appliquent un autre programme :
- Fraï-ëffentlech-Waldorfschoul Lëtzebuerg[N 4], Luxembourg-Ville ;
- St. George's International School[N 4], Luxembourg-Ville ;
- International School of Luxembourg[N 4], Luxembourg-Ville ;
- Lycée Vauban[N 5], Luxembourg-Ville ;
- École Privée Grandjean A.S.B.L., Luxembourg-Ville ;
- Lycée germano-luxembourgeois de Schengen[12] ;
- École européenne I de Luxembourg-Kirchberg[13] et École européenne II de Mamer[14].

Des écoles internationales ont aussi été ouvertes par l’État:
- École internationale Gaston Thorn, Luxembourg-Ville ;
- École internationale Differdange et Esch-sur-Alzette, Differdange et Esch-sur-Alzette ;
- École internationale Mersch Anne Beffort, Mersch ;
- École internationale Mondorf-les-Bains, Mondorf-les-Bains ;
- École internationale Edward Steichen, Clervaux ;
- Lënster Lycée International School, Junglinster ;
- Lycée Michel-Lucius, Luxembourg-Ville.

### Apprentissage des langues
C'est essentiellement au cours du premier cycle de l'enseignement fondamental que les enseignants parlent le luxembourgeois avec leurs élèves. Ceci a pour but de développer les capacités langagières de tous les enfants, et plus particulièrement celles des jeunes d'origine étrangère, l'école étant souvent le premier endroit où ils entrent en contact avec cette langue.
L'enseignement des langues tient une place importante tout au long de la scolarité. Dès l'âge de 6 ans, en première année du deuxième cycle, les enfants sont alphabétisés en allemand, qui demeure la langue véhiculaire de toutes les branches de l'enseignement fondamental, à l'exception du français. L'apprentissage du français débute à la fin de la deuxième année du deuxième cycle. À savoir, aucun devoir en classe n'est composé en français en 2e année scolaire.
Au cours des trois premières années de l'enseignement secondaire et secondaire général, toutes les matières sont étudiées en allemand, sauf pour ce qui est du français et des mathématiques. Alors que dans l'enseignement secondaire classique (ESC) et les sections commerciales de l'ESG, le français devient à partir de la quatrième année d'études la langue véhiculaire pour toutes les matières autres que les cours de langue, l'allemand demeure prédominant dans les autres sections de l'enseignement secondaire général. En classe de 2e et 1re de l'enseignement général, l'élève choisit s'il veut poursuivre sa formation avec le cours de français ou le cours d'allemand — sauf pour les classes de la section administrative et commerciale, où le français constitue une branche fondamentale avec un coefficient 4 et où toutes les branches sont enseignées en français —. L'anglais est enseigné à partir de la deuxième année d'études (en 6e classique et général), dans l'enseignement secondaire classique s'y ajoutent également d'autres langues au choix. Le latin s'enseigne à partir de la 5e si l'élève poursuit la voie « classique », contrairement au « moderne », où le latin n'est qu'un cours à option. L'enseignement de l'espagnol, de l'italien ou du grec ancien (4e langue, au choix) est enseigné — en section A (langues vivantes) — à partir de la classe de 3e jusqu'à la terminale en 1re. Une 4e langue vivante n'est pas enseignée dans les autres sections de l'enseignement classique et dans l'enseignement secondaire général. Certains lycées publics offrent des filières entièrement francophones ou anglophones. D'autres lycées proposent aussi des cours à option dans l'enseignement secondaire général, où l'élève peut choisir l'espagnol comme langue étrangère à partir de la 4e, par exemple.
Quant à la langue luxembourgeoise, elle est enseignée une heure par semaine dans les classes inférieures de l'enseignement secondaire classique en classe de 7e. Dans les classes d'insertion, les élèves récemment arrivés au pays apprennent le luxembourgeois par une méthode qui a été spécifiquement développée à cet effet.
Dans les quelques écoles étrangères — française, britannique, internationale — existant au Luxembourg, le français et l'anglais jouent un rôle de premier ordre, même si une certaine place est accordée à l'enseignement de l'allemand, voire du luxembourgeois.
L'université du Luxembourg est également placée sous le signe du multilinguisme : dans la loi du 12 août 2003 portant sur sa création, il est précisé que son fonctionnement se fonde sur « le caractère multilingue de son enseignement ». Les langues de l'université sont en effet le français, l'anglais et l'allemand. Le multilinguisme permet aux étudiants luxembourgeois de fréquenter les établissements universitaires à l'étranger, que ce soit dans les pays germanophones, francophones ou anglophones.

### Les langues et les mathématiques aux classes inférieures
Dans les classes inférieures de l'enseignement secondaire général, l'élève qui est en année de 5e poursuit les matières soit en cours avancé/intensif, soit cours de base dans les matières suivantes : français, allemand, anglais ou mathématiques. Cependant, il faut avoir ≥38/60 de moyenne dans ces matières en 6e pour pouvoir continuer en 5e en cours avancé/intensif.
Les cours avancés et de base sont primordiales et déterminent la poursuite scolaire de l'élève et l'orientation. Les cours avancés réussis pendant la 5e (en comptant aussi les autres notes obtenues) orientent l'élève vers le régime général. Les cours de base réussis pendant la 5e orientent l'élève vers le régime de technicien.
Dans les classes inférieures de l'enseignement secondaire classique, il n'existe pas de cours de base ni de cours avancés/intensifs. Pour réussir dans la discipline une note de 30/60 suffit.

### Les langues et les mathématiques aux classes supérieures
Dans les classes supérieures de l'enseignement secondaire général, l'élève choisit une langue, l'allemand ou le français, qu'il suivra au niveau C1. Pour l'autre langue, il pourra choisir entre le cours de niveau C1 (appelé « cours avancé/intensif ») et celui de niveau B2 (« cours de base »).
Dans les classes supérieures de l'enseignement secondaire classique, l'élève peut opter pour le cours de mathématiques appliquées.